# فورونتسوفكا (سفيردلوفسك)
فورونتسوفكا (بالروسية: Воронцовка) هي مدينة في مقاطعة سفيردلوفسك أوبلاست في روسيا.